# Gran Premio motociclistico d'Argentina 1982
Il Gran Premio motociclistico d'Argentina fu il primo appuntamento del motomondiale 1982.
Si svolse il 28 marzo 1982 presso l'Autódromo Municipal di Buenos Aires. Erano in programma le classi 125, 350 e 500, che registrarono rispettivamente le vittorie di Ángel Nieto, Carlos Lavado e Kenny Roberts.

## Classe 500

### Arrivati al traguardo
| Pos. | Nº | Pilota            | Squadra                    | Motocicletta | Giri | Tempo     | Griglia | Punti |
| ---- | -- | ----------------- | -------------------------- | ------------ | ---- | --------- | ------- | ----- |
| 1º   | 3  | Kenny Roberts     | Yamaha Motor Company       | Yamaha       | 32   | 50:44.820 | 1       | 15    |
| 2º   | 7  | Barry Sheene      | Yamaha Motor Company       | Yamaha       | 32   | +0.670    | 5       | 12    |
| 3º   | 16 | Freddie Spencer   | Honda International Racing | Honda        | 32   | +1.370    | 2       | 10    |
| 4º   | 15 | Franco Uncini     | Gallina Team Suzuki        | Suzuki       | 32   | +5.660    | 7       | 8     |
| 5º   | 1  | Marco Lucchinelli | Honda International Racing | Honda        | 32   | +12.630   | 4       | 6     |
| 6º   | 24 | Takazumi Katayama | Honda International Racing | Honda        | 32   | +45.560   | 9       | 5     |
| 7º   | 9  | Marc Fontan       | Sonauto Gauloises          | Yamaha       | 32   | +48.590   | 11      | 4     |
| 8º   | 8  | Kork Ballington   | Team Kawasaki              | Kawasaki     | 32   | +55.800   | 10      | 3     |
| 9º   | 4  | Jack Middelburg   | Ergon Suzuki Racing        | Suzuki       | 32   | +1:21.060 | 8       | 2     |
| 10º  | 35 | Loris Reggiani    | Gallina Team Suzuki        | Suzuki       | 32   | +2:05.610 | 16      | 1     |
| 11º  | 6  | Boet van Dulmen   |                            | Suzuki       | 31   | +1 giro   | 16      |       |
| 12º  | 30 | Bernard Fau       | GPA Total                  | Suzuki       | 31   | +1 giro   | 12      |       |
| 13º  | 36 | Graziano Rossi    | Marlboro Team Agostini     | Yamaha       | 31   | +1 giro   | 15      |       |
| 14º  |    | Roberto Pietri    |                            | Suzuki       | 31   | +1 giro   | 14      |       |
| 15º  | 21 | Philippe Coulon   | Coulon Marlboro Tissot     | Suzuki       | 31   | +1 giro   | 17      |       |
| 16º  | 22 | Michel Frutschi   | Moto Sanvenero             | Sanvenero    | 31   | +1 giro   | 24      |       |
| 17º  | 29 | Sergio Pellandini |                            | Suzuki       | 31   | +1 giro   | 20      |       |
| 18º  | 18 | Jon Ekerold       |                            | Suzuki       | 31   | +1 giro   | 23      |       |
| 19º  | 27 | Guy Bertin        | Moto Sanvenero             | Sanvenero    | 31   | +1 giro   | 25      |       |
| 20º  | 28 | Marco Greco       |                            | Suzuki       | 30   | +2 giri   | 26      |       |

### Ritirati
| Nº | Pilota             | Squadra                | Motocicletta | Griglia |
| -- | ------------------ | ---------------------- | ------------ | ------- |
| 2  | Randy Mamola       | HB Suzuki              | Suzuki       | 3       |
| 5  | Graeme Crosby      | Marlboro Team Agostini | Yamaha       | 6       |
| 11 | Eduardo Alemán     |                        | Yamaha       | 27      |
| 19 | Seppo Rossi        |                        | Suzuki       | 22      |
| 23 | Anton Mang         |                        | Kawasaki     | 19      |
| 33 | Virginio Ferrari   | HB Suzuki              | Suzuki       | 21      |
| 34 | Giovanni Pelletier | Morbidelli             | Morbidelli   | 18      |

### Non partito
| Pilota           | Motocicletta | Griglia |
| ---------------- | ------------ | ------- |
| Vincenzo Cascino | Yamaha       | 28      |

## Classe 350

### Arrivati al traguardo
| Pos. | Pilota              | Motocicletta      | Tempo     | Punti |
| ---- | ------------------- | ----------------- | --------- | ----- |
| 1º   | Carlos Lavado       | Yamaha            | 48:59.680 | 15    |
| 2º   | Jean-François Baldé | Kawasaki          | +4.870    | 12    |
| 3º   | Didier de Radiguès  | Chevallier-Yamaha | +50.050   | 10    |
| 4º   | Éric Saul           | Chevallier-Yamaha | +51.360   | 8     |
| 5º   | Jacques Cornu       | Yamaha            | +1:12.100 | 6     |
| 6º   | Gustav Reiner       | Bimota-Yamaha     | +1 giro   | 5     |
| 7º   | Eduardo Alemán      | Yamaha            |           | 4     |
| 8º   | Victorio Minguzzi   | Yamaha            |           | 3     |
| 9º   | Fernando Cerdera    | Yamaha            | +2 giri   | 2     |
| 10º  | Harald Eckl         | Yamaha            |           | 1     |
| 11º  | Vincenzo Cascino    | Yamaha            |           |       |
| 12º  | Yervant Samirdjian  | Yamaha            |           |       |
| 13º  | Pancracio Catania   | Yamaha            |           |       |
| 14º  | Oscar Foggia        | Yamaha            | +3 giri   |       |

### Ritirati
| Pilota             | Motocicletta |
| ------------------ | ------------ |
| Patrick Fernandez  | Bartol       |
| Martin Wimmer      | Yamaha       |
| Jeffrey Sayle      | Armstrong    |
| Graeme McGregor    | Yamaha       |
| Antonio Jorge Neto | Yamaha       |
| Tony Rogers        | Armstrong    |
| Anton Mang         | Kawasaki     |
| Mercelo Diez       | Yamaha       |
| Rafael Olavarria   | Yamaha       |
| Alfredo Rios       | Yamaha       |
| Adilou Mendez      | Yamaha       |
| Lucilo Baumer      | Yamaha       |
| Roberto Vaneta     | Siroko       |
| Upiratan Rios      | Yamaha       |
| Ricardo Blanco     | Yamaha       |
| Miguel Silveira    | Yamaha       |

## Classe 125

### Arrivati al traguardo
| Pos. | Pilota              | Motocicletta | Tempo     | Punti |
| ---- | ------------------- | ------------ | --------- | ----- |
| 1º   | Ángel Nieto         | Garelli      | 45:32.490 | 15    |
| 2º   | Ricardo Tormo       | Sanvenero    | +2.320    | 12    |
| 3º   | Willy Pérez         | MBA          | +28.770   | 10    |
| 4º   | August Auinger      | Bartol-MBA   | +29.000   | 8     |
| 5º   | Ivan Palazzese      | MBA          | +29.210   | 6     |
| 6º   | Pier Paolo Bianchi  | Sanvenero    | +32.580   | 5     |
| 7º   | Hugo Vignetti       | Sanvenero    | +1:05.120 | 4     |
| 8º   | Eugenio Lazzarini   | Garelli      | +1:05.450 | 3     |
| 9º   | Gerhard Waibel      | Seel-MBA     | +1:23.840 | 2     |
| 10º  | Per-Edvard Carlsson | Bakker-MBA   | +1:39.870 | 1     |
| 11º  | Miguel Gonzales     | MBA          | +1 giro   |       |
| 12º  | Norberto Gatti      | MBA          |           |       |
| 13º  | Oscar Recouso       | MBA          |           |       |
| 14º  | José Luis Sosa      | MBA          | +2 giri   |       |
| 15º  | Jean-Claude Selini  | MBA          |           |       |
| 16º  | Juan Bocoy          | MBA          |           |       |
| 17º  | Fabian Gonzales     | MBA          |           |       |
| 18º  | Antonio Barbosa     | Honda        | +3 giri   |       |

### Ritirati
| Pilota           | Motocicletta |
| ---------------- | ------------ |
| Hans Müller      | MBA          |
| Alfred Waibel    | MBA          |
| Alex Bedford     | MBA          |
| Henk van Kessel  | MBA          |
| Ivan Troisi      | MBA          |
| Peter Sommer     | MBA          |
| Andrés Sánchez   | Sanvenero    |
| Franco Incorvaia | MBA          |
| Dario Casais     | MBA          |
| Jaime Bustamante | MBA          |
| Miguel Gugliara  | MBA          |